# M38 (astronomia)
M 38 (noto anche come Messier 38, o NGC 1912) è un ammasso aperto visibile nella costellazione dell'Auriga. Fu scoperto da Giovanni Battista Odierna prima del 1654 e scoperto poi indipendentemente da Guillaume Le Gentil nel 1749.
Si trova quasi nel centro geometrico della costellazione ed è ben visibile anche con piccoli strumenti amatoriali, come dei binocoli.

## Osservazione

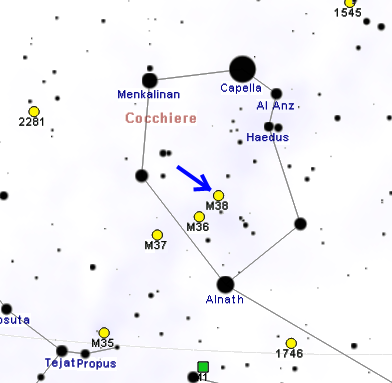
Mappa per individuare M38.

Quest'ammasso è uno dei più luminosi della costellazione; si individua quasi a metà strada fra le due stelle θ Aurigae e ι Aurigae, poco a nord di un ricchissimo campo stellare di fondo. È pure il più settentrionale fra gli ammassi brillanti dell'Auriga, ed è visibile con facilità soprattutto dall'emisfero boreale, sebbene resti comunque visibile da quasi tutte le aree popolate della Terra.
M38 si può scorgere anche con un piccolo binocolo, in cui appare come una chiazza chiara appena risolvibile, utilizzando la visione distolta; con un telescopio da 80mm già si risolve in stelle con facilità, mostrando diverse decine di componenti. Con un riflettore da 120-150mm si può arrivare a contare oltre cento stelle, disposte in molteplici concatenazioni, fra le quali una lunga sequenza di alcune decine di stelle disposte in senso est-ovest. In un 200mm le componenti visibili arrivano ad oltre duecento.
Un telescopio amatoriale di medie dimensioni è in grado di mostrare, sul lato sud-est di M38, un altro ammasso aperto, di dimensioni molto più ridotte: si tratta di NGC 1907, dall'aspetto molto compatto.

## Storia delle osservazioni

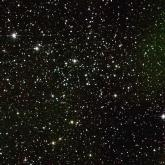
M38.

M38 fu osservato da Charles Messier nella notte fra il 25 e il 26 settembre del 1764; egli annotò la sua posizione, molto vicina agli altri due ammassi M36 e M37 e nei pressi della stella σ Aurigae, vicino al centro della costellazione, e scoprì pure che osservandola con un buono strumento non vi è traccia alcuna di nebulosità. Tuttavia, risulta che l'ammasso sia stato osservato in precedenza da Giovan Battista Hodierna, che lo descrisse allo stesso modo, ossia come un oggetto composto da un gran numero di stelle; dello stesso avviso fu Le Gentil.

## Caratteristiche
M38 dista circa 4.200 anni luce dalla Terra, si trova nel Braccio di Perseo, quello subito più esterno al nostro; rapportando un diametro apparente di circa 21' con la sua distanza, si ottiene un diametro reale di circa 25 anni luce. La sua età è stimata in 220 milioni di anni.
La stella più brillante dell'ammasso è una ipergigante gialla di magnitudine 7,9 e tipo spettrale G0, circa 900 volte più luminosa del Sole; un'altra stella, una gigante azzurra (spettro B5), appare di magnitudine 9,7. Si può notare una concatenazione di stelle diretta in senso nord-sud, un po' più luminose rispetto alle altre stelle dell'ammasso. La densità dell'ammasso nelle regioni centrali sarebbe di circa 7,8 stelle per parsec cubico, mentre quella media dell'intero oggetto è di circa 1,11 stelle per parsec cubo.

### Libri
- (EN) Stephen James O'Meara, Deep Sky Companions: The Messier Objects, Cambridge University Press, 1998, ISBN 0-521-55332-6.

### Carte celesti
- Toshimi Taki, Taki's 8.5 Magnitude Star Atlas, su geocities.jp, 2005. URL consultato il 7 novembre 2010 (archiviato dall'url originale il 5 novembre 2018). - Atlante celeste liberamente scaricabile in formato PDF.
- Tirion, Rappaport, Lovi, Uranometria 2000.0 - Volume I - The Northern Hemisphere to -6°, Richmond, Virginia, USA, Willmann-Bell, inc., 1987, ISBN 0-943396-14-X.
- Tirion, Sinnott, Sky Atlas 2000.0, 2ª ed., Cambridge, USA, Cambridge University Press, 1998, ISBN 0-933346-90-5.
- Tirion, The Cambridge Star Atlas 2000.0, 3ª ed., Cambridge, USA, Cambridge University Press, 2001, ISBN 0-521-80084-6.